# 粛宗 (唐)
粛宗（しゅくそう）は、唐朝の第10代皇帝。当初の諱は嗣昇（ししょう）であったが、後に浚（しゅん）、璵（よ）と次々と改名を繰り返し、即位時は亨（きょう）であった。生母の楊氏は楊達の玄孫娘。

## 生涯
玄宗の第3子として誕生した。長兄の李琮が早世し、皇太子であった次兄の李瑛が開元25年（737年）に武恵妃らの策謀により廃位されると、翌開元26年（738年）に皇太子に立てられた。天宝3載（744年）には、「亨」と諱を改めている。
天宝14載（755年）11月に安史の乱が勃発すると、翌天宝15載（756年）、反乱軍が長安に迫ったため、玄宗と共に長安を脱出した。馬嵬（現在の陝西省咸陽市興平市）において兵士らによる反乱が発生し、楊国忠一族が粛清されると、玄宗は蜀へ避難し、李亨らは安禄山らの反乱軍に対抗すべく北伐を敢行した。討伐軍は奉天（現在の陝西省咸陽市乾県）を経て、朔方節度使の駐屯地である霊武に到達し、同年7月、側近の宦官である李輔国の進言を受け入れ、自ら皇帝に即位し、至徳と改元した。この即位は父である玄宗の事前の了承を得たものではなかったが、玄宗はこの即位を事後承諾せざるを得ず、自らは上皇となった。
皇帝即位後、粛宗は郭子儀の軍を主体とし、回鶻の援兵を加えて軍事体制を整備すると、鳳翔（現在の陝西省宝鶏市鳳翔区）に親征し、反撃を開始した。至徳2載（757年）、かねてより目をかけていた異母弟の永王李璘が、揚子において独断で軍勢を動かすという行為に及んだため、激怒した粛宗は、父の玄宗のもとへ参内するよう命じた。しかし、永王は兄の命に従わなかった。そのため、粛宗は江西採訪使の皇甫侁と高適に永王討伐を命じた。粛宗は皇甫侁に対し、永王を捕虜とした際には自身のもとへ護送するよう指示したが、皇甫侁は独断で永王を斬殺した。
同年、安禄山が自身の息子の安慶緒によって殺害されると、郭子儀や粛宗の長男である広平王李俶（後に豫と改名、代宗）、次男の越王李係らの活躍により、長安と洛陽を奪還した。粛宗は同年10月に、玄宗は同年12月にそれぞれ長安へ帰還した。しかし、安慶緒や史思明らの残存勢力は依然として存在しており、唐軍と安史軍の膠着状態が続いた。
乾元元年（758年）、粛宗は第五琦を塩鉄使に任命し、塩の専売制を導入することで財政の健全化と国家体制の強化を図った。しかし、朝廷の実権は皇后張氏や李輔国をはじめとする宦官たちに掌握されており、粛宗自身が政治力を発揮することは困難であった。その後、李輔国は張皇后と主導権を巡る政争を引き起こし、両者にとって都合の悪い存在であった三男の建寧王李倓を謀反の疑いを捏造して自殺に追い込むという事件も発生し、この頃から粛宗は病に臥せることが多くなった。
宝応元年（762年）4月、父である玄宗が崩御した13日後、安史の乱の終結を見ることなく、粛宗も52歳で崩御した。粛宗が宦官によって擁立され、さらに宦官を監軍に用いたという事実は、以後の唐朝において皇帝の擁立に宦官が深く関与するという慣例を生み出したと言われている。粛宗の玄孫である憲宗以降、唐朝が滅亡するまで、敬宗（祖父の憲宗と同様に宦官によって弑逆された）が太子であった他は、全て宦官が皇帝の即位を決定した。

## 宗室
- 皇太子妃：韋妃 - 離婚した
  - 六男：兗王 李僴
  - 八女：永和公主
  - 皇女：永穆公主
- 皇后：張皇后 - 廃位される
  - 十二男：恭懿太子 李佋（興王）
  - 十三男：定王 李侗
  - 皇女
- 側室：呉氏（贈章敬皇后） - 皇子時代の側室
  - 長男：広平王 李俶（代宗） - 第11代皇帝
  - 三女：和政公主
- 側室：裴昭儀
  - 九男：襄王 李僙
- 側室：段婕妤
  - 十男：杞王 李倕
- 側室：陳婕妤
  - 五男：彭王 李僅
- 側室：張美人
  - 七男：涇王 李侹
- 側室：董美人
- 側室：孫宮人
  - 次男：越王  李係
- 側室：張宮人
  - 三男：建寧王（贈斉王・承天皇帝） 李倓
- 側室：王宮人
  - 四男：衛王  李佖
- 側室：杜良娣 - 太子時代の側室
- 側室：鄭良媛 - 太子時代の側室
- 生母不詳の子女
  - 八男：鄆王 李栄
  - 十一男：召王 李傀
  - 十四男：宋王 李僖
  - 次女：蕭国公主（寧国公主）
  - 五女：郯国公主
  - 六女：紀国公主 李淑
  - 皇女：郜国公主
  - 皇女：宿国公主

### 備考
『高麗史節要』によると、高麗太祖王建の祖父の王帝建は、粛宗の庶子とする。

## 登場作品
映画
- 楊貴妃 レディ・オブ・ザ・ダイナスティ（中国語版）（2015年、中国）演：呉超

テレビドラマ
- 楊貴妃（2005年、中国）演：張静東
- 麗王別姫 〜花散る永遠の愛〜（2017年、中国）演：ワン・ジンソン